# Amanalco de Becerra
Amanalco de Becerra es la cabecera del municipio de Amanalco, uno de los municipios del Estado de México en México. Es una comunidad urbana y la más poblada del municipio, según el censo del 2010 tiene una población total de 1,549 habitantes.